# Playboy Records
Playboy Records war ein US-amerikanisches Musiklabel der Playboy Enterprises mit Sitz in Los Angeles, Kalifornien. Zu den Künstlern des Labels zählten unter anderem Al Wilson, Barbi Benton, Brenda Patterson, Hamilton, Joe Frank & Reynolds, The Rubinoos, Wynn Stewart und Mickey Gilley.
Playboy Records bestand von 1971 bis 1978. Das Label arbeitete in den Bereichen Pop, Softrock und Folkrock, aber auch Blues, Funk und Soul.
Der größte Hit des Labels war Fallin’ in Love von Hamilton, Joe Frank & Reynolds; das Lied kam 1975 auf Platz eins der Billboard Hot 100. Al Wilson erreichte 1976 mit I’ve Got a Feeling Platz 29. Ansonsten operierte das Label weitgehend ohne größere Chart-Erfolge.
1972 veröffentlichte Playboy Records die Single People Need Love der späteren Superstars ABBA (als „Björn & Benny“) in den USA. Es folgten einige weitere Singles der Gruppe. People Need Love erreichte Platz 114 der Billboard-Charts; laut Stig Anderson hatte Playboy Records zu wenig Bedeutung, um mehr zu erreichen.
Ein besonderes Verdienst von Playboy Records ist die einzige vollständige Veröffentlichung eines Live-Konzerts des Bluessängers Leadbelly, das 1949 kurz vor seinem Tod aufgenommen worden war.